# Sarona azophila
Sarona azophila är en insektsart som beskrevs av Asquith 1994. Sarona azophila ingår i släktet Sarona och familjen ängsskinnbaggar. Inga underarter finns listade i Catalogue of Life.